# Vytina
Vytina (griechisch Βυτίνα (f. sg.), auch Vitina transkribiert) ist ein Dorf im Hochland von Arkadien auf der Peloponnes in Griechenland mit 666 Einwohnern (Stand 2011).
Gleichzeitig bildete es mit einigen umliegenden Dörfern von 1997 bis 2010 eine selbständige Gemeinde, die zum 1. Januar 2011 in der neu geschaffenen Gemeinde Gortynia aufging, wo sie seither einen Gemeindebezirk bildet.
In Vytina gibt es das Art-Hotel Menalon. Der Besitzer einer Athener Galerie stellt in diesem Hotel einen Teil seiner Ausstellungsstücke aus. Vytina ist ein beliebtes Wochenendausflugsziel für Athener.
In acht Kilometern Entfernung, auf einem Felsen, steht das Nonnenkloster Panagia Kernitsis.

## Einzelnachweise

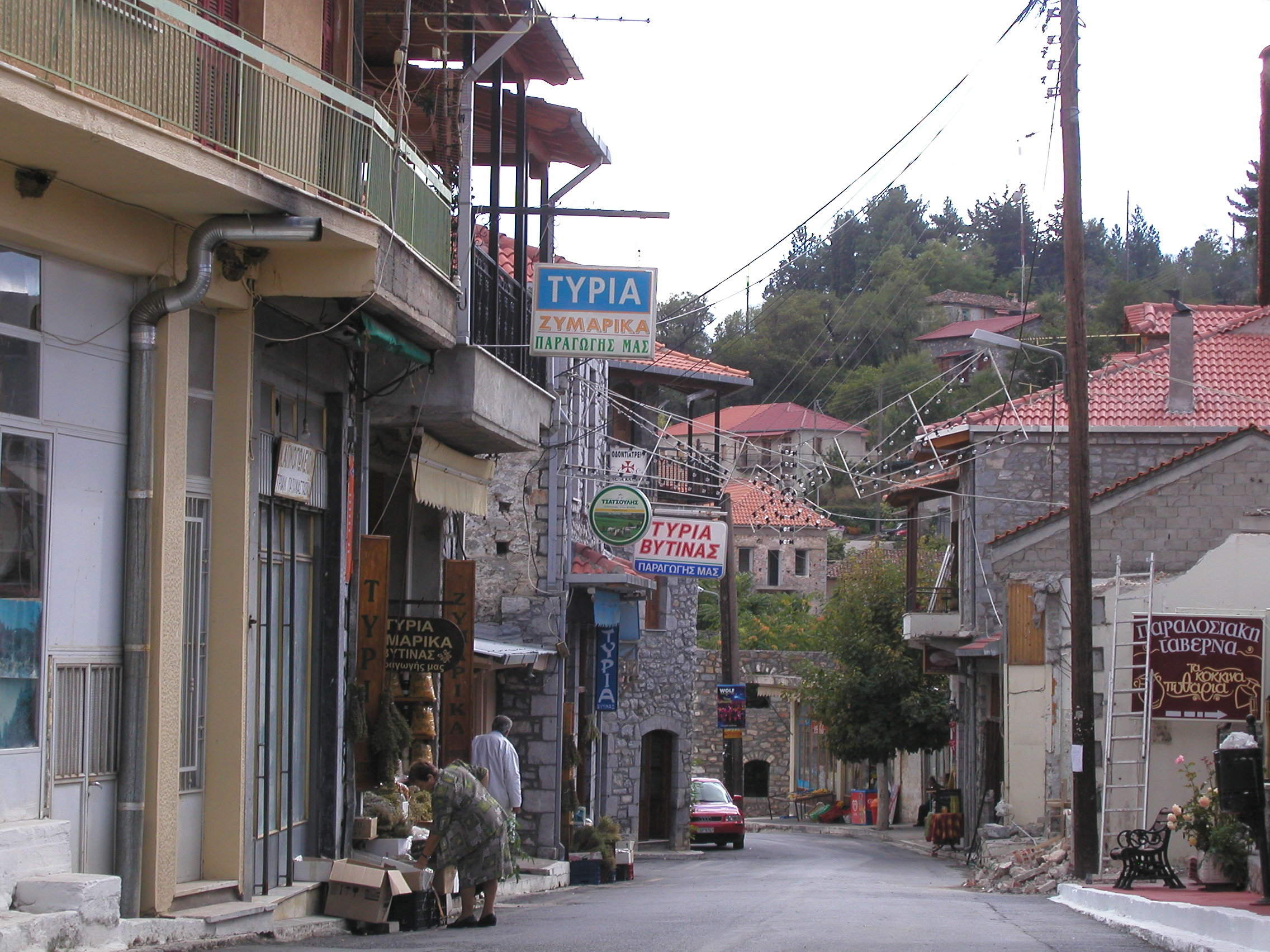
Hauptstraße in Vytina

## Verwaltungsgliederung
| Ortsgemeinschaft | griechischer Name            | Code     | Fläche (km²) | Einwohner 2001 | Einwohner 2011 | Dörfer und Siedlungen                   |
| ---------------- | ---------------------------- | -------- | ------------ | -------------- | -------------- | --------------------------------------- |
| Vytina           | Τοπική Κοινότητα Βυτίνας     | 40030201 | 28,442       | 999            | 666            | Vytina, Moni Panagias Kernitsis         |
| Elati            | Τοπική Κοινότητα Ελάτης      | 40030202 | 10,823       | 082            | 027            | Elati                                   |
| Kamenitsa        | Τοπική Κοινότητα Καμενίτσης  | 40030203 | 17,204       | 347            | 167            | Kamenitsa, Karvouni                     |
| Lasta            | Τοπική Κοινότητα Λάστης      | 40030204 | 15,543       | 062            | 010            | Lasta, Agridaki                         |
| Magouliana       | Τοπική Κοινότητα Μαγουλιάνων | 40030205 | 33,248       | 256            | 119            | Magouliana, Pan                         |
| Nymfasia         | Τοπική Κοινότητα Νυμφασίας   | 40030206 | 15,243       | 251            | 114            | Nymfasia                                |
| Pyrgaki          | Τοπική Κοινότητα Πυργακίου   | 40030207 | 19,473       | 015            | 013            | Pyrgaki, Methydri, Moni Agion Theodoron |
| Gesamt           | Gesamt                       | 400302   | 139,976      | 2012           | 1116           | r                                       |